# Magistrato alle acque
Il Magistrato delle acque per le province venete e di Mantova (comunemente conosciuto come Magistrato alle acque o Magistrato alle acque di Venezia) era il nome di un organo amministrativo della Repubblica Italiana deputato ai bacini idrici dell'Italia nord-orientale. In passato esso designava un organo dell'antica Repubblica di Venezia incaricato al controllo della laguna di Venezia.

## Storia

### Repubblica di Venezia
Quello di Magistrato alle acque è il nome collettivo con cui si designano una serie di magistrature del governo della Repubblica di Venezia incaricate di sorvegliare e amministrare il regime idraulico del bacino della laguna veneta: "savi esecutori", "collegio", "esecutore aggiunto" e "inquisitore aggiunto".
Nel 1501 vennero creati, con il compito di sostituzione nel governo delle acque lagunari del Consiglio dei Dieci, tre savi esecutori, nominati dai Dieci, poi affiancati, nel 1505, da un collegio di 15 senatori. Nel 1543 il collegio crebbe a quaranta senatori, cui si aggiunsero anche gli avogadori de Comùn, il collegio dei savi e la Serenissima Signoria. I membri del collegio presero quindi ad essere nominati per cooptazione dal collegio stesso, che risultò dunque svincolato dalle altre magistrature. Tale organo aveva l'obbligo di riunirsi settimanalmente su convocazione del doge. Ai savi e al collegio si affiancava sin dall'inizio un esecutore aggiunto nominato dai Dieci, che, a partire dal 1530, divenne anch'esso una magistratura collegiale composta di tre membri.
Nell'ambito della generale limitazione dei poteri del Consiglio dei Dieci, nel 1551 la nomina dei savi venne attribuita al Senato; nel 1582, poi, il Maggior Consiglio sottrasse ai Dieci anche la nomina degli esecutori, avocandola a sé.
Nel 1678 il Senato creò anche la nuova magistratura dell'inquisitore aggiunto, incaricato di istruire i processi contro coloro che avessero arrecato danno al regime idraulico della laguna.
Al Magistrato alle acque spettavano dunque autorità sulle opere di bonifica, scavo, manutenzione e irregimentazione nella laguna di Venezia e nel complesso di fiumi in essa sfocianti. L'estrema complessità e importanza di questa magistratura rifletteva il capitale interesse della Repubblica al mantenimento delle acque lagunari che garantivano la sopravvivenza della città e del suo sistema socioeconomico, oltre a costituirne l'ultimo baluardo difensivo dalle minacce esterne.

### Nell'Italia unita
Il Magistrato alle acque era un organo decentrato del Ministero dei lavori pubblici (dal XXI secolo confluito nel Ministero delle infrastrutture e dei trasporti).
Fu istituito con la legge n. 257 del 5 maggio 1907, ed era diretto da un presidente nominato dal Capo dello Stato sentito il Consiglio dei ministri. Aveva sede a Venezia e si occupava della gestione, della sicurezza e della tutela del sistema idraulico nel Triveneto. Le sue competenze erano estese all'intero territorio della regione Veneto, della provincia di Mantova e, per quanto riguarda la costruzione di opere all'interno dei bacini idrici di interesse nazionale, anche alle province autonome di Trento e Bolzano e alla regione a statuto speciale del Friuli-Venezia Giulia.
Oltre che per le opere idrauliche, il Magistrato alle acque era competente anche in materia di bonifica e disinquinamento della laguna di Venezia, in materia di regime dei porti e dei fari.

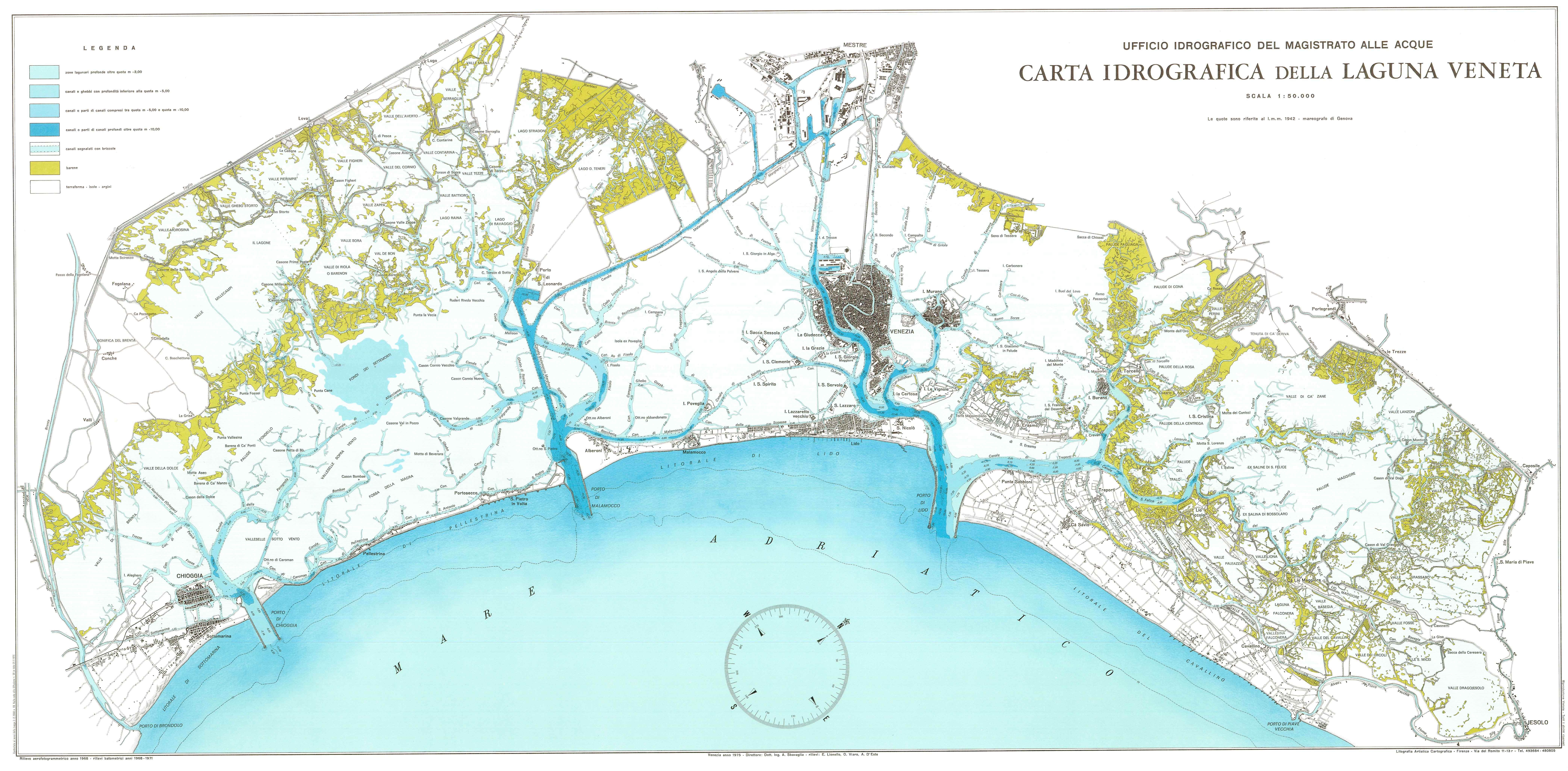
Carta idrografica della laguna veneta del 1975

### Soppressione e passaggio di competenze

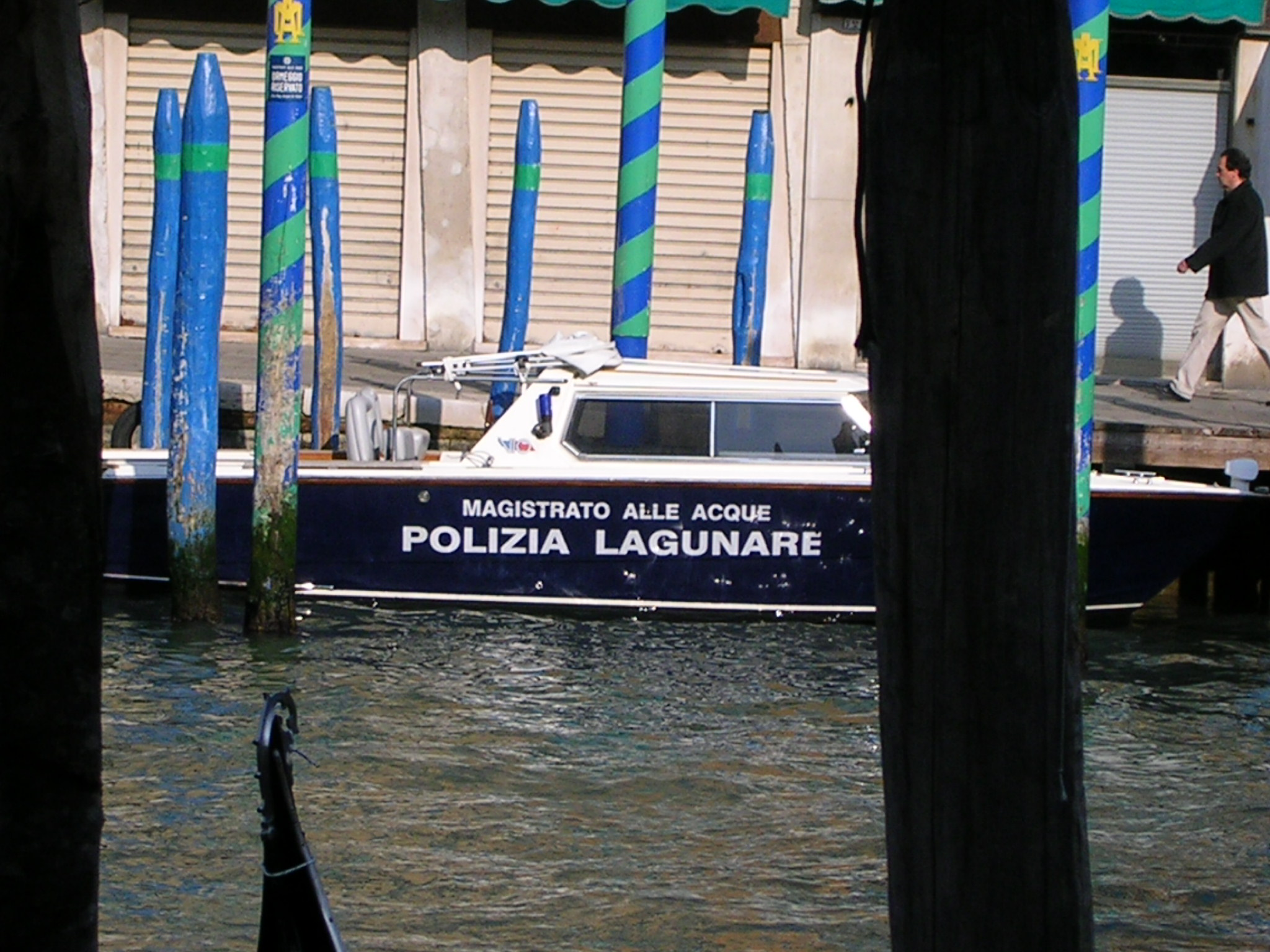
Imbarcazione della Polizia Lagunare del Magistrato alle acque di Venezia

Il Magistrato alle acque è stato soppresso dal governo Renzi il 13 giugno 2014 in seguito alle indagini riguardanti le tangenti sul MOSE, che portarono anche all'arresto dei presidenti dell'ente Patrizio Cuccioletta e Maria Giovanna Piva.
Le funzioni dell'ex Magistrato alle acque sono state trasferite all'Ufficio 4 "Salvaguardia di Venezia del Magistrato alle Acque -  Opere marittime per il Veneto" del provveditorato interregionale per le opere pubbliche per il Veneto, Trentino Alto Adige, Friuli Venezia Giulia del Ministero delle infrastrutture e dei trasporti.
In base ad un DPCM che avrebbe dovuto essere emanato entro il 31 marzo 2015, la nuova Città metropolitana di Venezia (insediata il 31 agosto 2015) doveva acquisire le funzioni e il personale dell'ex Magistrato alle acque "in materia di salvaguardia e risanamento della città di Venezia e dell'ambiente lagunare, di polizia lagunare e d'organizzazione della vigilanza lagunare, nonché di tutela dall'inquinamento delle acque". Tuttavia, nonostante gli annunci del governo Renzi, il passaggio di competenze della polizia lagunare, della manutenzione e della tutela anti-inquinamento non erano ancora avvenute. Nel maggio 2017 il trasferimento di competenze non si è ancora concretizzato.
Nel 2020 è stata istituita l'Autorità per la Laguna di Venezia, che assorbe le competenze dell’ex Magistrato delle acque. L'Autorità deve inoltre costituire una società in house, interamente partecipata dall'Autorità stessa, per la gestione e manutenzione del Mose, in sostituzione al Consorzio Venezia Nuova.